# The Tamarind Seed
The Tamarind Seed, conocida en castellano como La semilla del tamarindo y como La leyenda del tamarindo, es una película dirigida por Blake Edwards.

## Argumento
Judith se va al Caribe de vacaciones para reponerse del reciente fallecimiento de su esposo. Allí conoce a un atractivo ruso, Feodor, y los dos inician un romance. No obstante, cuando las vacaciones terminan, su relación ha de enfrentarse a un duro dilema. Judith trabaja para el Ministerio del Interior británico en Londres y Feodor es un oficial soviético destinado en París. Además de la distancia física, hay otro problema, la lealtad a sus respectivos países en plena Guerra Fría.

## Otros créditos
- Nacionalidad: Gran Bretaña y Estados Unidos.
- Productor Asociado: Johnny Goodman.
- Supervisor de la producción: Basil Rayburn
- Asistentes de dirección: Derek Cracknell y Raymond Becket.
- Montaje: Ernest Walter
- Director artístico: Harry Pottle.
- Sonido: Winston Ryder, Gordon K. McCallum, John Bramall y John Hayward.
- Diseño de Títulos: Maurice Binder
- Diseño de Vestuario: Christian Dior (vestuario de Julie Andrews).
- Maquillaje: Mike Jones (peluquería) y Tom Smith (maquillaje).
- Casting: Weston Drury Jr.

## Premios
- Sylvia Syms fue nominada como mejor actriz de reparto en los Premios BAFTA.

## Curiosidades
- Rodada en Eastmancolor.
- Don Black y John Barry escribieron la canción Play It Again interpretada por Wilma Reading.